# Aërope (Tochter des Kepheus)
Aërope (altgriechisch Ἀερόπη Aerópē, deutsch ‚die mit dem nebelweißen Gesicht‘) ist in der griechischen Mythologie eine Tochter des Königs Kepheus von Tegea. Möglicherweise ist sie mit einer Tochter des Kepheus namens Sterope oder Asterope gleichzusetzen.
Laut Pausanias gebar Aërope dem Ares den Aëropos, starb aber während der Geburt. Ares sorgte dafür, dass der Neugeborene dennoch an der Brust der toten Mutter ausgiebig gestillt werden konnte, und erhielt daraufhin den Beinamen Aphneios, der Ergiebige. Ein Heiligtum des Aphneios in der Nähe von Tegea erinnerte noch zur Zeit des Pausanias an die Anekdote.